# 地球カレンダー
地球カレンダー（ちきゅうカレンダー）は、約46億年におよぶ地球の歴史を1年に見立て、人間の時間スケールに馴染みの深いカレンダーになぞらえたもの。地球史カレンダーや進化カレンダー、地球進化史カレンダーとも呼ばれる。
地球カレンダーでは地球誕生を1月1日の午前0時、今現在を12月31日の午後12時と仮定し、地球史上の出来事をカレンダー上の日付にプロットする。例えば、ヒトの誕生は年越しの23分前にあたる12月31日午後11時37分の出来事である。1億年がカレンダー上では約8日に換算される。カレンダー上の1日ごとに約1300万年が経過する計算になり、冥王代や原生代では1日でほぼ変化しない光景が顕生代では著しく変貌する。
なお、地球誕生ではなく宇宙誕生を1月1日として約138億年の宇宙の歴史を1年に落とし込む宇宙カレンダーもある。宇宙カレンダーにおいて地球をはじめとする太陽系の誕生は9月として扱われる。

## カレンダー
日付は目安であり、参照する文献によって年代や日付の食い違いがある。また今後の研究の進展により日付が前後することもある。出来事の詳細に関しては当該記事またはその出典を参照されたい。

### 1月1日 - 11月17日
冥王代・太古代・原生代にあたる。
| カレンダー上の日付  | 出来事など                                                                                       |
| ------------------- | ------------------------------------------------------------------------------------------------ |
| 1月1日              | 地球誕生。                                                                                       |
| 1月5日 - 6日        | ジャイアント・インパクト。原始惑星が原始地球に衝突し、飛散した惑星の欠片から後に月が形成される。 |
| 1月24日ごろ         | 微惑星の衝突頻度が低下して地球が冷却され、マグマオーシャンの時代が終わり、海洋が形成される。     |
| 1月下旬 - 2月中旬   | 生命誕生。                                                                                       |
| 2月9日              | 大気中の二酸化炭素が海水に溶け、大気圧が低下し、空が晴れ渡る。                                   |
| 2月19日             | プレート運動が始まり、沈み込み帯に沿って火成活動が起こり島弧が形成される。                       |
| 2月中旬 - 3月上旬   | 後期重爆撃期。全海洋蒸発。                                                                       |
| 3月5日              | 2015年時点で確認されている最古の化石。                                                           |
| 3月29日             | シアノバクテリアの出現。                                                                         |
| 5月31日             | 大陸の形成。                                                                                     |
| 6月1日              | ストロマトライトの繁栄。                                                                         |
| 6月上旬             | 地球磁場の発生。                                                                                 |
| 6月下旬 - 7月上旬   | 最低1回のスノーボールアース（ヒューロニアン氷期）。                                              |
| 7月上旬             | 真核生物の出現。                                                                                 |
| 7月下旬             | シアノバクテリアを取り込んで真核生物の藻類が出現（細胞内共生説）。                               |
| 8月3日              | ヌーナ超大陸の形成。                                                                             |
| 8月中旬             | 多細胞生物の出現。                                                                               |
| 10月中旬            | ロディニア超大陸の成立。                                                                         |
| 10月下旬 - 11月中旬 | ロディニア超大陸の分裂。最低2回のスノーボールアース（スターティアン氷期とマリノアン氷期）。      |
| 11月15日 - 16日     | エディアカラ生物群の繁栄。                                                                       |

### 11月18日 - 12月30日
これ以降の時代は顕生代となる。
| カレンダー上の日付 | 出来事など                                                                                         |
| ------------------ | -------------------------------------------------------------------------------------------------- |
| 11月18日           | カンブリア爆発。ゴンドワナ超大陸の形成。                                                           |
| 11月19日           | バージェス動物群の繁栄。                                                                           |
| 11月24日           | 2015年時点で知られている最古の植物化石。                                                           |
| 11月27日           | オルドビス紀末の大量絶滅。                                                                         |
| 11月28日           | 昆虫の繁栄。ローレンシア大陸とバルティカ大陸およびアバロニア大陸が衝突しイアペトゥス海が消滅。     |
| 11月29日 - 30日    | 上記の三大陸の衝突によりカレドニア山脈が形成される。                                               |
| 12月2日            | アーケオプテリスによる地球最古の森林の形成。後期デボン紀の大量絶滅。                               |
| 12月3日            | 脊椎動物が陸上に進出。                                                                             |
| 12月4日            | 木生シダ植物が大森林を形成している。                                                               |
| 12月5日            | 爬虫類の出現。                                                                                     |
| 12月7日            | 単弓類の出現。                                                                                     |
| 12月8日            | パンゲア超大陸の形成。                                                                             |
| 12月11日           | スーパープルームの発生。                                                                           |
| 12月12日           | ペルム紀末の大量絶滅。                                                                             |
| 12月13日           | 恐竜の出現。                                                                                       |
| 12月14日           | 哺乳類の出現。パンゲア超大陸が分裂を開始。                                                         |
| 12月15日           | 三畳紀末の大量絶滅。                                                                               |
| 12月20日           | 被子植物と鳥類の出現。                                                                             |
| 12月21日           | 前期白亜紀。イグアノドンなど恐竜の繁栄。                                                           |
| 12月26日           | 白亜紀末の大量絶滅。                                                                               |
| 12月27日           | 古第三紀。プロパレオテリウムなど哺乳類の繁栄。暁新世-始新世温暖化極大。霊長類の出現。              |
| 12月28日           | インド亜大陸がユーラシア大陸と衝突し、ヒマラヤ山脈が形成され始める。またこのころ真猿型下目が出現。 |
| 12月29日           | 南極大陸がオーストラリア大陸などその他の大陸から孤立。南極環流が卓越して地球全体が寒冷化する。     |

### 12月31日
| 時刻     | 出来事など                                                                         |
| -------- | ---------------------------------------------------------------------------------- |
| 4時57分  | モンスーンの成立。ヒマラヤ山脈で乾燥した気流がアフリカ大陸に流れ込んで乾燥化する。 |
| 10時40分 | 人類が他の霊長目から枝分かれする。                                                 |
| 15時39分 | 人類が直立二足歩行を始める。                                                       |
| 20時11分 | ホモ属の出現。                                                                     |
| 23時25分 | ネアンデルタール人の出現。                                                         |
| 23時37分 | ホモ・サピエンスの出現。                                                           |
| 23時51分 | 芸術の始まり。                                                                     |
| 23時58分 | 農耕の始まり。                                                                     |

23時59分47秒に我々に馴染み深い西暦が始まる。

## 利用

### 教育
日本においては、高等学校における地学（理科）や地理歴史（社会科）の題材として用いられることもある。川口広美は、生徒に授業への興味関心を引き出すための「おもしろい」授業方法の1つとして地球カレンダーを挙げている。また、後期中等教育における理科の生物分野を扱う『スクエア最新図説生物』の「生物の進化」の単元では46億年を1年に換算したカレンダーが図示されている。

### 地球カレンダーを扱った作品
- 「一秒が一年をこわす」（2002年、伊藤和明）[16][17]
  - 光村図書出版の平成14年度版小学5年生国語科教科書掲載作品[16]。表題は、環境問題が顕在化した200年（=1秒）が地球の歴史46億年（=1年）を壊すという意味である[18]。
- 『地球大進化〜46億年・人類への旅』（2004年、NHK総合）
- 『人間なしで始まった地球カレンダー』（2004年、ごま書房、ISBN 978-4341130879）
- 『海はどうしてできたのか』（2013年、講談社、ISBN 978-4062578042）
- 『僕は46億歳。』（2013年、学研プラス、ISBN 978-4-05-203892-1）